# USS Sam Rayburn (SSBN-635)
USS Sam Rayburn (SSBN-635) – amerykański okręt podwodny o napędzie atomowym z okresu zimnej wojny typu James Madison, przenoszący pociski SLBM. Wszedł do służby w 1964 roku. Okręt nazwano imieniem spikera Izby Reprezentantów Stanów Zjednoczonych Sama Rayburna. Wycofany ze służby w 1989 roku, został przebudowany na stacjonarny okręt służący do szkoleń.

## Historia
Kontrakt na budowę okrętu został przydzielony stoczni Newport News Shipbuilding w Newport News 20 lipca 1961 roku. Rozpoczęcie budowy okrętu nastąpiło 3 grudnia 1962 roku. Wodowanie miało miejsce 20 grudnia 1963 roku, wejście do służby 2 grudnia 1964 roku. Okręt rozpoczął patrole operacyjne latem 1965 roku w składzie 18. eskadry okrętów podwodnych. W sierpniu 1965 roku wszedł w skład 16. eskadry okrętów podwodnych, w ramach której stacjonując w hiszpańskiej bazie Rota wykonał 7 patroli. W grudniu 1966 roku powrócił w skład 18. eskadry okrętów podwodnych. 
Po 1970 roku na „Sam Rayburn” wymieniono pociski Polaris na Poseidon. W 1985 roku, po odbytym 60 patrolu, w związku z traktatem rozbrojeniowym SALT II z okrętu usunięto pociski balistyczne, a wyrzutnie zalano betonem. Wycofanie ze służby nastąpiło 31 lipca 1989 roku. Okręt następnie przebudowano na stacjonarną jednostkę służąca do szkoleń, której nadano numer burtowy MTS-635. Przebudowa polegała na wycięciu przedziału, w którym znajdowały się pociski balistyczne, a następnie połączeniu ze sobą rufy i dziobu.